# Pamela Voorhees
Pamela Sue Voorhees – fikcyjna postać filmów z serii Piątek, trzynastego. Jest matką Jasona Voorheesa, głównego negatywnego bohatera cyklu.
W pierwszym w filmie z serii, w którym to ona była sprawczynią mordów na nastoletnich obozowiczach, jest określana w prosty i wymowny sposób – jako pani Voorhees. Jej imię zostaje ujawnione w części czwartej cyklu – w Piątku, trzynastego: Ostatnim rozdziale.
W pierwszych dwóch filmach z serii w jej postać wcieliła się hollywoodzka aktorka Betsy Palmer. Postać Pameli pojawia się również w filmie Freddy kontra Jason, w którym Jason staje do walki z Freddym Kruegerem, bohaterem horroru Koszmar z ulicy Wiązów. Także we Freddym kontra Jasonie rolę Pameli Voorhees miała początkowo odegrać Palmer, jednak ostatecznie na jej miejscu zaangażowano Paulę Shaw. W remake'u Marcusa Nispela z 2009 roku rolę Pameli Voorhees zagrała Nana Visitor.
Jak ujawniono w Ostatnim rozdziale, Pamela Voorhees urodziła się w 1930 roku. W wieku piętnastu lat zaszła w ciążę z Eliasem Voorheesem, a 13 czerwca 1946 roku, jako szesnastolatka, urodziła chłopca, którego nazwała Jason; co zostało powiedziane w segmencie Jason idzie do piekła. Jason urodził się z wodogłowiem. Z powodu antysocjalnego charakteru syna, Pamela nigdy nie posłała go do szkoły. Pamela pracowała jako kucharka w obozie nad jeziorem Crystal Lake. Nie mając z kim zostawić potrzebującego pomocy Jasona, zapisała go do obozu. Jason próbował zaprzyjaźnić się z kolegami z kampusu, jednak z powodu swojej deformacji, był uważany za degenerata. Pewnego nieszczęsnego dnia w 1957 roku Jason, niepilnowany przez swoich nastoletnich opiekunów, rzekomo utonął w jeziorze Crystal Lake. Po „śmierci” syna Pamela zaczęła słyszeć głosy, które kazały jej mordować. Rok po śmierci syna doszło do pierwszej zbrodni z udziałem schizofreniczki – Pamela zabiła dwójkę konsolerów z obozu Crystal Lake, obwiniając ich za śmierć syna. W 1962 roku Pamela zatruła wodę w jeziorze Crystal Lake; z jej udziałem dochodziło także do licznych podpaleń na terenie kampusu. Okoliczne władze nie wiedziały, że sprawcą wykroczeń jest Pamela Voorhees. 13 czerwca 1979 roku kobieta zamordowała również Steve'a Christy'ego, nowego właściciela obozowiska, oraz sześciu jego nastoletnich pomocników. Tego feralnego wieczoru jedyna ocalała z masakry, Alice Hardy, zabiła Pamelę poprzez dekapitację.
Pięć lat po śmierci psychopatki, nad jeziorem Crystal Lake ponownie zaczęło dochodzić do zabójstw. Jak się okazało, ich sprawcą był Jason, syn Pameli, który w rzeczywistości nie umarł, ponadto był świadkiem morderstwa matki i postanowił pomścić jej odejście.